# Christian Mayer
Christian Mayer (Modřice, Morávia, 20 de agosto de 1719 – Mannheim, 16 de abril de 1783) foi um astrônomo jesuíta moraviano-alemão.

## Vida
Nasceu em Modřice (em alemão:  Mederitz), Morávia. Foi educado em grego, latim, matemática, filosofia e teologia, mas o local de sua formação não é conhecido. Com vinte e poucos anos de idade decidiu tornar-se um jesuíta, um caminho que o levou a deixar sua casa devido à desaprovação de seu pai. Entrou na Companhia de Jesus em Mannheim em 1745. Depois de completar seu treinamento começou a ensinar humanidades.

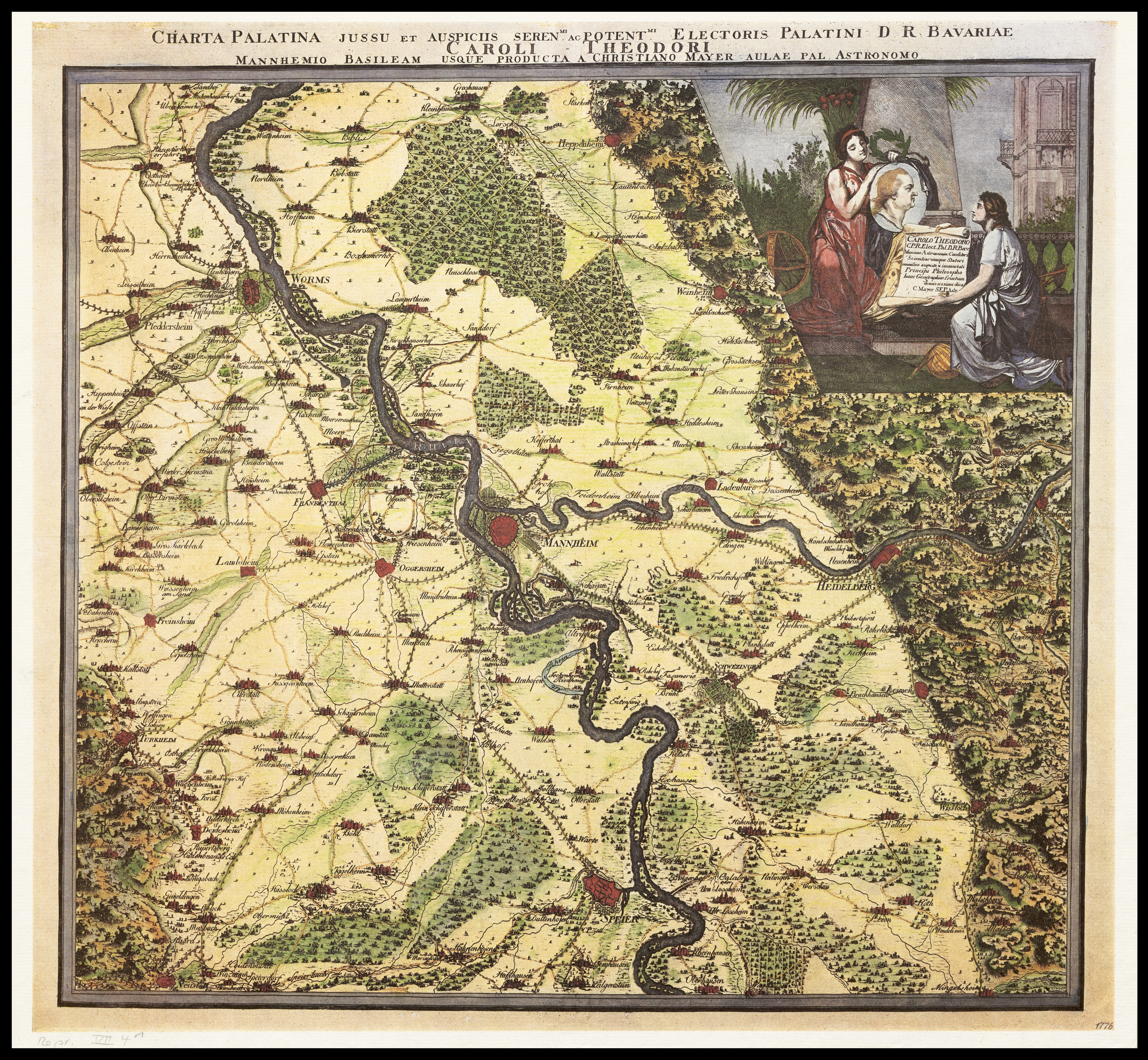
Mannheim e vizinhança, Charta Palatina de Christian Mayer, c. 1775

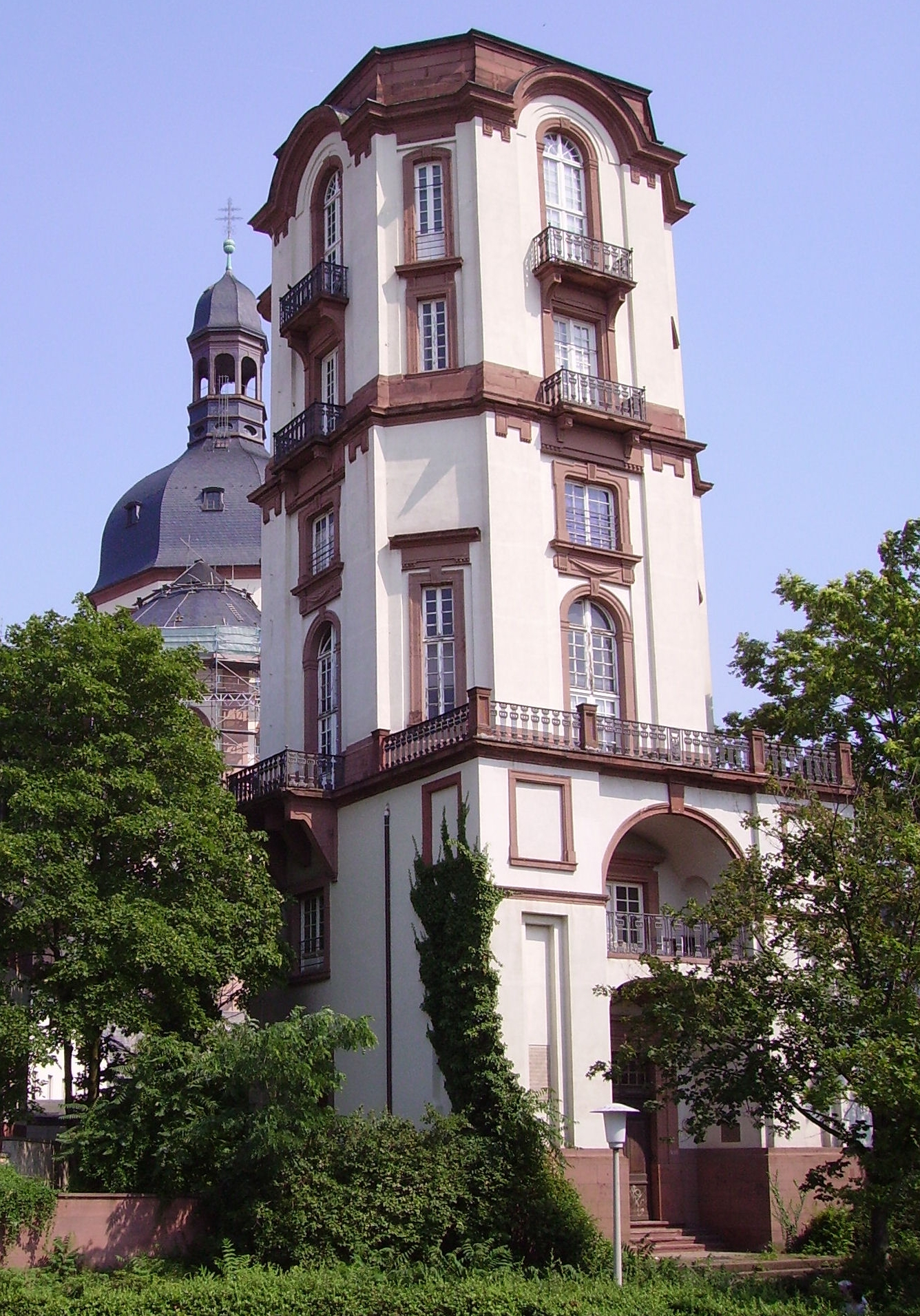
Observatório de Mannheim

Em 1752 sua reputação era tal que foi selecionado como professor de matemática e física em Heidelberg. Nessa idade, porém, havia desenvolvido um forte interesse em astronomia. Foi nomeado astrônomo da corte em Mannheim, e foi encarregado de selecionar os instrumentos para os novos observatórios em Schwetzingen e Mannheim. Com estes concluídos, foi capaz de prosseguir seus estudos astronômicos e publicou diversas obras. Em 1769 foi convidado para viajar para São Petersburgo para observar o trânsito de Vênus, o que fez junto com Anders Johan Lexell. Em 1773 a ordem dos jesuítas foi dissolvida pelo Papa Clemente XIV e, consequentemente, ele foi removido como astrônomo da corte. No entanto ele ainda era capaz de continuar suas observações e estudos astronômicos. Foi eleito em dezembro de 1765 fellow da Royal Society.
É mais conhecido por ser pioneiro no estudo de estrelas binárias, embora seu equipamento não tenha sido adequado para distinguir entre binárias verdadeiras e alinhamentos de estrelas coincidentes. Em 1777-1778 compilou um catálogo de 80 estrelas duplas, publicado em 1781.

## Obras
- Pantometrum Pacechianum, seu instrumentum novum pro elicienda ex una statione distantia loci inaccessi, 1762, Mannheim.
- Basis Palatina, 1763, Mannheim.
- Expositio de transitu Veneris, 1769, St. Petersburg.
- Nouvelle méthode pour lever en peu de temps et à peu de frais une carte générale et exacte de toute la Russie, 1770, St. Petersburg.
- Gründliche Vertheidigung neuer Beobachtungen von Fixsterntrabanten welche zu Mannheim auf der kurfürstl. Sternwarte endecket worden sind, 1778, Mannheim.
- De novis in coelo sidereo phaenomenis in miris stellarum fixarum comitibus, 1779, Mannheim

## Honrarias
- A cratera C. Mayer na Lua é denominada em sua memória.